# Neuf Cegetel
Neuf Cegetel, S.A. war ein börsennotiertes französisches Telekommunikationsunternehmen, das 2005 aus der Fusion von Neuf, ein Unternehmen der Louis Dreyfus Group, und Cegetel, einer Tochter des Vivendi-Konzerns, hervorgegangen ist. Das Unternehmen wurde 2008 von dem Mobilfunkanbieter SFR übernommen und 2009 mit diesem verschmolzen.

## Hintergrund
LDCOM ab 1998 (später unter dem Namen Neuf) betrieb aktiv die Konsolidierung des französischen Festnetzmarktes. Cegetel wurde 1996 vom Vivendi-Konzern gegründet (zunächst als SFR Cegetel unter einem Dach mit dem Mobilfunkanbieter SFR, der später abgespalten wurde) und hatte durch eine Kooperation mit der SNCF ein umfangreiches Netz aufgebaut. Beide Unternehmen fusionierten im Mai 2005. Im September 2006 übernahm Neuf Cegetel die Tochter von AOL in Frankreich für € 288 Mio.; AOL Frankreich hatte zu diesem Zeitpunkt 500.000 Kunden und 500 Mitarbeiter. Zur Finanzierung dieser Akquisition und des weiteren Wachstums erfolgte 2006 der Börsengang des Unternehmens.
Im Laufe des Jahres 2008 wurde Neuf Cegetel vom ebenfalls dem Vivendi-Konzern zuzurechnenden französischen Mobilfunkanbieter SFR zu 100 % aufgekauft und anschließend mit SFR verschmolzen und bildete den Kern von dessen Festnetzgeschäft; die Marke Neuf Cegetel verschwand somit vom Markt.

## Aktionäre
Anteilseigner von Neuf Cegetel vor Aufkauf durch SFR durch ein öffentliches Übernahmeangebot und anschließenden squeeze-out im Juni 2008 waren:
- 40,7 %: SFR
- 35,0 %: Groupe Louis Dreyfus
- 12,0 %: Suez
- 5,0 %: Wendel Investissement und Alpha
- 2,2 %: Artemis
- 2,0 %: Goldman Sachs
- 2,0 %: PAI partners